# نخستین ارتش ملی هند
نخستین ارتش ملی هند (انگلیسی: First Indian National Army)، اولین ارتش ملی هند بود که بین فوریه و دسامبر ۱۹۴۲ وجود داشت. این ارتش با کمک و حمایت ژاپن پس از سقوط سنگاپور در نبرد سنگاپور تشکیل شد و متشکل از تقریباً ۱۲۰۰۰ نفر از ۴۰۰۰۰ اسیر جنگی هندی که در جریان نبرد مالایا اسیر شدند یا در سنگاپور تسلیم شدند و توسط ژاپن و از طریق راش بهاری بوز رهبری می‌شدند. تأسیس این ارتش در آوریل ۱۹۴۲ رسماً اعلام شد و در ژوئن همان سال به عنوان شاخه نظامی وابسته به اتحادیه استقلال هند اعلام شد. این یگان در دسامبر ۱۹۴۲ منحل شد و پس از نگرانی از انگیزه‌های ژاپنی در رابطه با ارتش ملی هند منجر به اختلافات و بی‌اعتمادی بین موهان سینگ رهبری ارتش ملی هند از یک سو و عضو برجسته رهبری اتحادیه استقلال هند، به ویژه راش بهاری بوز شد و سرانجام منحل شد. راش بهاری بوز ارتش ملی هند را به سبهاش چندر بوس سپرد اما خودش به عنوان مشاور عالی ارتش استقلال هند باقی ماند.